# Kulfo
De Kulfo is een rivier in Ethiopië, die tot het endoreïsch bekken van de Riftvallei behoort.

## Eigenschappen
Het is een vlechtende rivier, met een bekken van 300 km³ groot. Bij de monding is ze 20 meter breed, met een verval van 10 meter per kilometer. De gemiddelde korrelgroote van het material in de bedding is 14 mm (grind).

## Sedimenttransport
De rivier transporteert jaarlijks 53,480 ton rollend en stuiterend materiaal en 327,230 ton sediment in suspensie naar het Chamomeer.